# Raul Meireles
Raul José Trindade Meireles (Porto, 17 maart 1983) is een voormalig Portugees betaald voetballer die als middenvelder speelde. Hij tekende in 2012 een contract bij Fenerbahçe SK, maar is inmiddels transfervrij. In november 2006 debuteerde hij in het Portugees voetbalelftal, waarvoor hij meer dan zeventig interlands speelde.
Kenmerkend voor Meireles' verschijning is een hoeveelheid aan tatoeages over zijn gehele lichaam die onder meer zijn beide armen geheel bedekken. Hij liet op zijn negentiende de eerste zetten en voegde er in de loop der jaren steeds meer toe.

## Clubcarrière
Meireles' professionele clubccarrière begon in 2001 bij CD Aves, dat hij in 2003 verruilde voor Boavista FC. Daar speelde hij zich in één seizoen in de kijker van FC Porto, dat hem direct in de daaropvolgende zomer overnam. Daar vestigde hij zich in dertien wedstrijden in de basis. Na enkele succesvolle seizoenen in Portugal koos hij ervoor om het te gaan proberen in Engeland. Liverpool kocht hem en Meireles dwong onmiddellijk een basisplaats af. Nadat Villas-Boas, Meireles' vorige trainer bij Porto werd aangesteld als coach bij Chelsea, verkaste hij mede door Villas-Boas naar Chelsea. Meireles scoorde met een afstandsschot de 2–1 tegen Benfica in de kwartfinales van de UEFA Champions League 2011/12. In september 2012 tekende hij een vierjarig contract bij de Turkse voetbalclub Fenerbahçe SK. In het seizoen 2013/14 won Meireles met Fenerbahçe de landstitel.

## Interlandcarrière
Meireles was met het Portugees voetbalelftal actief op onder meer het Europees kampioenschap voetbal 2008 en het wereldkampioenschap voetbal 2010. Hij was op het EK 2008 als invaller trefzeker in de met 2–0 gewonnen wedstrijd tegen Turkije. Op het WK 2010 maakte hij de 1–0 in de met 7–0 gewonnen groepswedstrijd tegen Noord-Korea.
Meireles nam met zijn vaderland eveneens deel aan de EK-eindronde 2012 in Polen en Oekraïne. Bij dat toernooi werd de ploeg van bondscoach Paulo Bento in de halve finales na strafschoppen (2–4) uitgeschakeld door titelverdediger en buurland Spanje. In de reguliere speeltijd plus verlenging waren beide ploegen blijven steken op 0–0. In juni 2014 nam Meireles met Portugal deel aan het wereldkampioenschap voetbal 2014, waar hij meespeelde in de groepsduels tegen Duitsland (4–0 verlies) en de Verenigde Staten (2–2). De wedstrijd tegen de VS was Meireles' laatste interland voor Portugal.

## Clubstatistieken
| seizoen | club          | land              | competitie     | duels | goals |
| ------- | ------------- | ----------------- | -------------- | ----- | ----- |
| 2001/02 | CD Aves       | Vlag van Portugal | Primeira Liga  | 19    | 0     |
| 2002/03 | CD Aves       | Vlag van Portugal | Primeira Liga  | 26    | 1     |
| 2003/04 | Boavista      | Vlag van Portugal | Primeira Liga  | 29    | 0     |
| 2004/05 | FC Porto      | Vlag van Portugal | Primeira Liga  | 13    | 0     |
| 2005/06 | FC Porto      | Vlag van Portugal | Primeira Liga  | 18    | 2     |
| 2006/07 | FC Porto      | Vlag van Portugal | Primeira Liga  | 25    | 3     |
| 2007/08 | FC Porto      | Vlag van Portugal | Primeira Liga  | 28    | 4     |
| 2008/09 | FC Porto      | Vlag van Portugal | Primeira Liga  | 28    | 4     |
| 2009/10 | FC Porto      | Vlag van Portugal | Primeira Liga  | 26    | 2     |
| 2010/11 | Liverpool     | Vlag van Engeland | Premier League | 33    | 5     |
| 2011/12 | Liverpool     | Vlag van Engeland | Premier League | 2     | 0     |
| 2011/12 | Chelsea       | Vlag van Engeland | Premier League | 21    | 1     |
| 2012/13 | Fenerbahçe SK | Vlag van Turkije  | Süper Lig      | 22    | 2     |
| 2013/14 | Fenerbahçe SK | Vlag van Turkije  | Süper Lig      | 20    | 1     |
| 2014/15 | Fenerbahçe SK | Vlag van Turkije  | Süper Lig      | 23    | 2     |
| 2015/16 | Fenerbahçe SK | Vlag van Turkije  | Süper Lig      | 9     | 0     |
| Totaal  | Totaal        | Totaal            | Totaal         | 343   | 27    |

## Erelijst
| Competitie                              |          |                        |          |          |
| Competitie                              | Aantal   | Jaren                  |          |          |
| FC Porto                                | FC Porto | FC Porto               | FC Porto | FC Porto |
| --------------------------------------- | -------- | ---------------------- | -------- | -------- |
| Portugees kampioen                      | 4x       | 2006, 2007, 2008, 2009 |          |          |
| Beker van Portugal                      | 3x       | 2006, 2009, 2010       |          |          |
| Supercup van Portugal                   | 2x       | 2006, 2009             |          |          |
| Chelsea FC                              |          |                        |          |          |
| UEFA Champions League                   | 1x       | 2012                   |          |          |
| Fenerbahçe                              |          |                        |          |          |
| Süper Lig                               | 1x       | 2013/14                |          |          |
| Süper Kupa                              | 1x       | 2013/14                |          |          |
| Portugal U17                            |          |                        |          |          |
| Europees kampioenschap voetbal onder 17 | 1x       | 2000                   |          |          |